# سنوات الإنهاك
سنوات الإنهاك، هي رواية للاديب جمال ناجي أنجزت في العام 2008 ونشرتها وزارة الثقافة الأردنية، وهي رواية تكشف الجوانب التحتية لمجتمع المدينة وأسراره التي لا تطفو على السطح كما يحدث عادة في العواصم العربية التي تتستر على كثير من الممارسات الاجتماعية والروحية والجنسية، فيما تحرص على المبالغة في إبراز الجوانب المشرقة بهدف إخفاء ما هو مسكوت عنه في منظومة القيم التي تنهار تباعا بحكم التطورات والتحولات التي يعيشها المجتمع، وما يكتنف هذه التحولات من أسرار تقف وراء الكثير من الاختلالات البنيوية التي تطال عمق الحياة في الأماكن الفقيرة والمترفة.

## ملخص الرواية
وتتناول الرواية التناقضات والأزمات التي يعيشها المجتمع، من خلال شخصيات الرواية التي تعكس هذه التناقضات ومؤدياتها المصلحية بعد انتقالها من بؤس الحياة في حي شعبي «جبل الجوفة» إلى ترف الحياة في المناطق الأخرى، وهو الانتقال الذي يتم بسبب التحولات الاجتماعية وما يرافقها من أحداث وتطورات.
ويشكل جبل الجوفة في عمان منطلقا لهذه الشخصيات إلى عالم المنافع والنفوذ، بعد أن يشهد الكثير من الأحداث الطاردة التي تضطر الشخوص إلى البحث عن بدائل متباينة تؤدي إلى تغيير مسارات حياتها وسواها ضمن منظومة مهجنة من القيم المتهتكة القائمة على استثمار الدين لغايات شخصية «الشيخ عبد الحميد الجنزير»، كذلك فعل الجسد ممثلا بشخصية امرأة شهوانية «سندس» تتزوج مرتين ثم تتحول إلى عاشقة ل «عزمي الوجيه» ابن زوجها، فيما يسطع نجم شخصية أخرى «جبران» اليساري الذي يرتقي ويتبوأ منصب وزير، بمساعدة زوجته رابعة والشيخ عبد الحميد الجنزير وهو رجل باطني، متدين في ظاهره، متنفذ في حقيقته، وصارم في تحقيق نواياه.
تتواجه شخصيات الرواية في أكثر من واقعة، وتتخذ هذه المواجهات في معظمها سمات الصراع العقلي المستند إلى الذكاء المتوقد، لكن تلك الشخصيات ترى نفسها في مرآة بعضها بعضا، لتلتقي في نهاية المطاف في مرآة الشخصية الرئيسة «عزمي الوجيه» المحنك الذي يبدو غامضا مثيرا للتساؤل وقادرا على جذب الآخرين، فهو في بداياته يكون واحدا ممن يتلقون دروس الشيخ الجنزير، ثم يخضع إلى مجموعة من المؤثرات التي تبعده عن نهج الشيخ وتفتح امامه أبواب حياة مختلفة. وعلى الرغم من أن شخصيات الرواية تفاجأ في نهايتها بما تنطوي عليه حياة عزمي الوجيه من خفايا وأسرار، إلا أن عزمي ذاته، يكتشف أسرارا كبرى لا يعرفها إلا في نهاية الرواية، على الرغم من علاقتها اللصيقة بشخصه وتاريخه وانتمائه.

## دراسة الرواية
تنحو هذه الرواية إلى تحليل ظواهر الحياة وتفاصيل السلوك الإنساني في جوانبه النفسية والروحية والسياسية والاجتماعية، وما يرافق هذه التفاصيل من تعقيدات وغرائب يعيشها العقل البشري الذي يتنكر لقيم البساطة والحب والصدق والإخلاص، ويحيل الإنسان إلى كائن لاهث وراء متطلبات الحياة المعاصرة، كما ترصد التفاعلات النفسية لشخوصها وتحولاتها الفكرية والذهنية التي اقتادت بعضها إلى نهايات مأساوية.
أما من حيث الشكل الفني الذي استخدمه الكاتب في هذه الرواية، فقد لجأ إلى تقنية تعدد الأصوات داخل الرواية، مما منح فرادة ونكهة خاصة لكل شخصية فيها.

## وصلات خارجية
- موقع وزارة الثقافة الأردن